# 小金黄耆
小金黄耆（学名：Astragalus xiaojinensis）为豆科黄芪属的植物，为中国的特有植物。分布在中国大陆的四川等地，生长于海拔3,500米的地区，多生长在山坡上，目前尚未由人工引种栽培。